# 1410

## Esdeveniments
Països Catalans
- Oristany (Sardenya): Martí I dona la ciutat en feu a Lleonard Cubello d'Arborea.[1]

- Barcelona: Instal·lació del rellotge al campanar de la catedral que dona l'hora oficial d'aquesta ciutat.[2]

Resta del món
- Comença el pontificat de l'antipapa Joan XXIII de Pisa.
- S'esdevé la batalla de Grünwald, que enfrontà a l'orde Teutònic amb la unió dinàstica de Polònia i Lituània. Van guanyar els darrers.
- S'acaba la construcció de l'església Santa María a Blanes.

## Naixements
Països Catalans
- Lleida: Manuel de Montsuar i Mateu, 28è president de la Generalitat de Catalunya.

Resta del món
- Probable naixement del pintor italià Domenico di Bartolommeo conegut com Domenico Veneziano.[3]

## Necrològiques
Països Catalans
- 31 de maig - Barcelona: Martí I l'Humà, rei d'Aragó, el darrer del Casal de Barcelona (n. 1356).[4]
- Arnau Descolomer, 10è president de la Generalitat de Catalunya.

Resta del món